# Who put Bella in the Wych Elm?

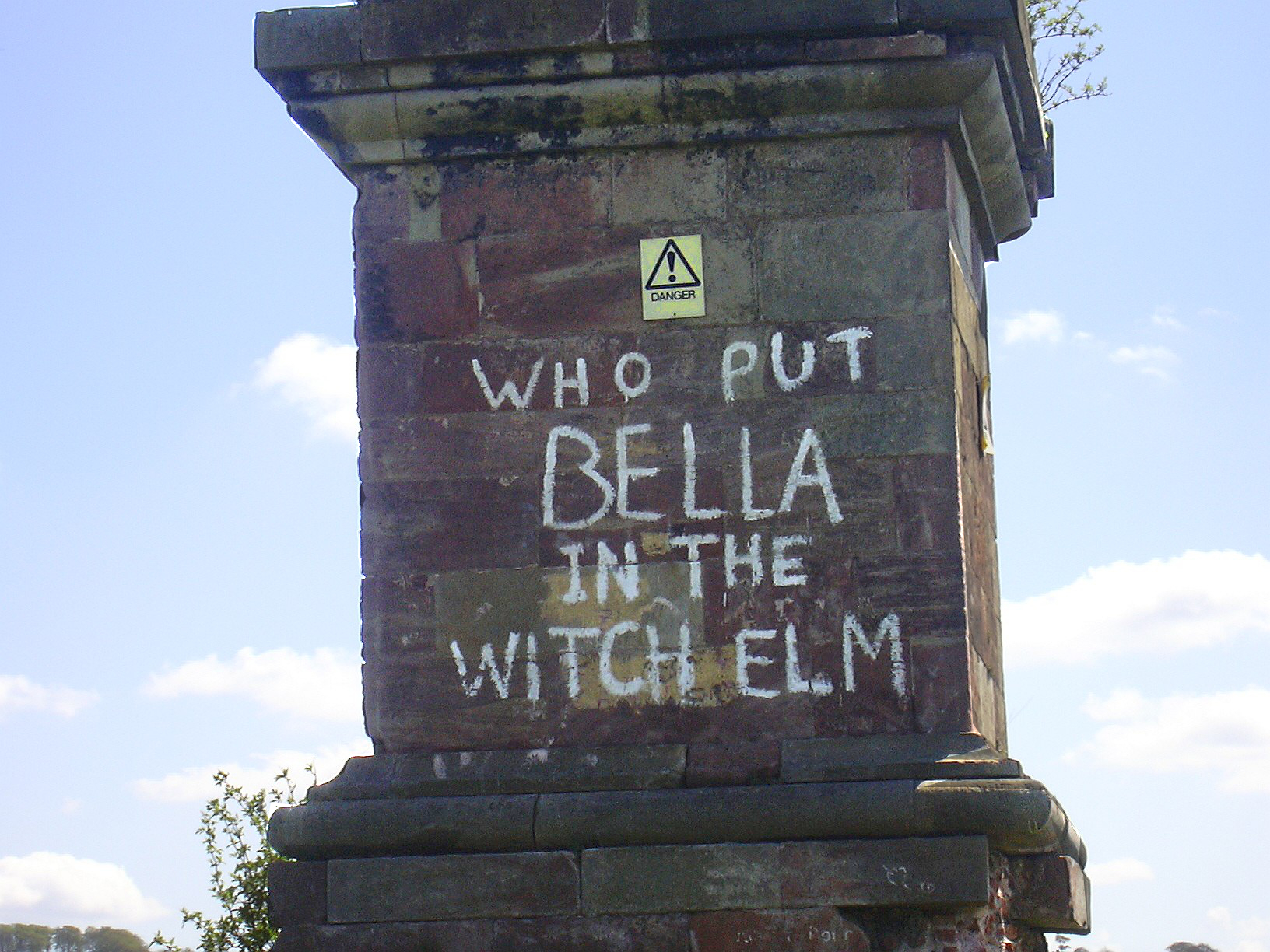
En los años 1970 aparecieron grafitis con dicha pregunta en el obelisco de Wychbury, cerca de donde se encontró el cuerpo.

Who put Bella in the Wych Elm? (en español, '¿Quién puso a Bella en el olmo?') es un grafiti aparecido originalmente en Birmingham tras el descubrimiento en 1944 de los restos de una mujer dentro de un olmo en la finca de Hagley Hall, en el condado inglés de Worcestershire. La víctima, cuyo asesinato se calcula que ocurrió en 1941, permanece sin identificar y se desconoce la ubicación actual de su esqueleto y el informe de la autopsia. El grafiti y las teorías sobre el origen de este hecho se citan en la novela de la escritora irlandesa Tana French El secreto del olmo (2019).

## Descubrimiento
El 18 de abril de 1943, cuatro niños de la localidad de Hagley (Robert Hart, Thomas Willetts, Bob Farmer y Fred Payne) estaban buscando nidos de aves furtivamente en el territorio privado de la finca Hagley, perteneciente a Lord Cobham, cerca de Wychbury Hill, cuando se encontraron con un gran olmo. Pensando que la ubicación era un lugar particularmente bueno para cazar nidos de pájaros, Farmer intentó trepar al árbol para investigar. Mientras subía, miró hacia el tronco hueco y descubrió una calavera. Al principio creyó que era de un animal, pero después de ver el cabello y los dientes humanos, se dio cuenta de que había encontrado un cráneo humano. Farmer volvió a recolocar la calavera y los cuatro muchachos regresaron a casa sin mencionar su descubrimiento a nadie, ya que se habían adentrado sin permiso en propiedad privada. Sin embargo, al regresar a casa, el más joven de los niños, Willetts, se sintió incómodo con lo que había presenciado y decidió informar del hallazgo a sus padres.

## Investigación

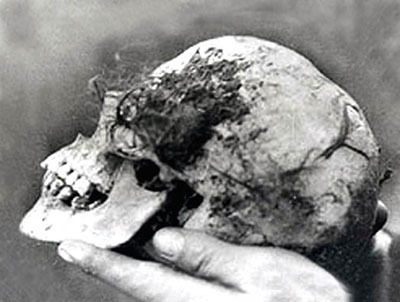
Fotografía policial de la calavera encontrada.

Cuando la policía revisó el tronco del árbol, encontraron un esqueleto casi completo, todavía con un zapato, un anillo de bodas de oro y algunos fragmentos de ropa. El cráneo era una evidencia valiosa, ya que aun conservaba algunos mechones de pelo y un patrón dental claro, a pesar de faltarle algunos dientes. Después de una investigación más profunda del área, se encontraron restos de una mano a cierta distancia del árbol.
El cuerpo fue enviado para su examen forense por el profesor James Webster. Rápidamente estableció que se trataba de una mujer que había estado muerta durante al menos 18 meses, y que el fallecimiento pudo haber ocurrido en octubre de 1941. Webster también descubrió una sección de tafetán en la boca, lo que sugiere que pudo haber muerto por asfixia. A partir de la medición del tronco en el que se había descubierto el cuerpo, también dedujo que tuvo que ser colocada poco después del asesinato, ya que no podría haber encajado una vez que el rigor mortis se apoderase del cuerpo.
La policía pudo distinguir por los elementos encontrados con el cuerpo cómo podía haber sido el aspecto en vida de la mujer, pero con tantas personas reportadas como desaparecidas durante la guerra, los registros eran demasiado vastos para que se llevara a cabo una identificación adecuada. Se hicieron referencias cruzadas de los detalles que tenían con informes de personas desaparecidas en toda la región, pero ninguno de ellos parecía coincidir con el caso. Fueron contactados varios dentistas de Inglaterra, al tener rastros odontológicos bastante distintivos.
En 1944, un grafiti apareció en una pared en Upper Dean Street, en la localidad de Birmingham, leyéndose Who put Bella down the Wych Elm - Hagley Wood. Esto llevó a los investigadores a descubrir varias pistas nuevas sobre quién pudo haber sido Bella. Desde al menos la década de 1970, el grafiti ha aparecido esporádicamente en el obelisco Wychbury, cerca de donde se descubrió el cuerpo de la mujer.
En 2018, un episodio del programa de televisión Nazi Murder Mysteries mostró una reconstrucción facial forense realizada por el Face Lab de la Universidad John Moores, a partir de fotografías del cráneo. Fue encargado por Andrew Sparke, por sus libros sobre el incidente.

## Teorías
En un programa de BBC Radio 4, emitido por primera vez en agosto de 2014, Steve Punt sugirió dos posibles víctimas. Una fue denunciada a la policía en 1944 por una prostituta de Birmingham. En el informe, afirmó que otra prostituta llamada Bella, que trabajaba en Hagley Road, había desaparecido tres años antes. El nombre Bella (o Luebella) sugirió que el artista de grafiti probablemente estaba al tanto de la identidad de la víctima o del asesino.
Una segunda posibilidad surgió de una declaración hecha a la policía en 1953 por Una Mossop, en la que dijo que su exesposo, Jack Mossop, había confesado a sus familiares que él y un holandés llamado van Ralt habían metido a la mujer en el árbol. Mossop y van Ralt se reunieron para tomar una copa en el Lyttelton Arms (un pub en Hagley). Más tarde esa noche, Mossop dijo que la mujer se emborrachó y se desmayó mientras conducían. Los hombres decidieron gastarle una broma y la pusieron en un árbol hueco en el bosque con la esperanza de que por la mañana se despertara y se asustara. Jack Mossop fue recluido en un hospital psiquiátrico de Stafford, porque tenía sueños recurrentes de una mujer mirándolo desde un árbol. Murió en el hospital antes de que se encontrara el cuerpo en el olmo. La probabilidad de que esta fuera la explicación correcta quedó cuestionada porque Una Mossop no presentó esta información hasta más de diez años después de la muerte de Jack Mossop.
Otra teoría proviene de un archivo desclasificado del MI5 sobre Josef Jakobs, el último hombre ejecutado en la Torre de Londres el 15 de agosto de 1941. Jakobs se lanzó en paracaídas a Cambridgeshire en 1941, rompiéndose el tobillo al aterrizar y siendo posteriormente arrestado. Entre sus objetos personales constaba la fotografía de su supuesta amante, una cantante y actriz de cabaret alemana llamada Clara Bauerle. Jakobs dijo que estaba siendo entrenada como espía y que, si hubiera sido contactada, podría haber sido enviada a Inglaterra después de él. Sin embargo, no hay evidencia de que Clara Bauerle se lanzara en paracaídas en Inglaterra. Varios testigos describieron que Clara Bauerle medía alrededor de 1,80 m de altura, mientras que la estatura de Bella era de 1,50 m. En septiembre de 2016, se determinó que Clara Bauerle había muerto en Berlín el 16 de diciembre de 1942.
En 1945, Margaret Murray, antropóloga y arqueóloga del University College de Londres, propuso una teoría más radical, que supuestamente habría sido víctima de un acto de brujería, donde la mano cortada era consistente con un viejo ritual llamado Mano de la Gloria, después de que Bella fuera asesinada por gitanos durante un ritual oculto. Sus ideas entusiasmaron a la prensa local y llevaron a los investigadores a consultar sobre otro asesinato aparentemente ritualista de un hombre, Charles Walton, en el cercano Lower Quinton.
En 1953, surgió otra teoría, a saber, que Bella era una mujer neerlandesa llamada Clarabella Dronkers, asesinada por un círculo de espionaje alemán compuesto por un oficial británico, un neerlandés y un artista musical, por «saber demasiado». No obstante, los registros y las pruebas disponibles no pudieron respaldar la historia.